# Entre Dieu et la femme
Pour plus de détails, voir Fiche technique et Distribution.
Entre Dieu et la femme (Pieces of Dreams) est un film américain réalisé par Daniel Haller, sorti en 1970. Le film fut nommé pour l'Oscar de la meilleure chanson originale et pour le Golden Globe de la meilleure chanson originale.

## Fiche technique
Sauf indication contraire, les informations mentionnées dans cette section peuvent être confirmées par la base de données cinématographiques IMDb,  présente dans la section « Liens externes ».
- Titre français : Entre Dieu et la femme[1]
- Titre original : Pieces of Dreams
- Réalisation : Daniel Haller
- Scénario : Roger O. Hirson d'après The Wine and the Music de William E. Barrett
- Photographie : Charles F. Wheeler
- Musique : Michel Legrand
- Pays d'origine :  États-Unis
- Format : Couleurs - 1,78:1 - Mono
- Genre : drame
- Date de sortie : 
  - États-Unis : 23 septembre 1970
  - France : 17 novembre 1970[1]

## Distribution
- Robert Forster : Gregory Lind
- Lauren Hutton : Pamela Gibson
- Will Geer : Évêque
- Richard O'Brien : Monseigneur Francis Hurley
- Edith Atwater : Mrs. Lind
- Helen Westcott : Mrs. Straub